# قريبة البروستات
قُريبةُ البروسْتات أو قُريبةُ الإِحْليل وتعرف أيضاً بـ الغِمْدُ الذَّكَرِيّ أو رحم ذكرية (باللاتينية vagina masculina) وهي تثلم صغيرٌ في الأحليل البروستاتي عند قمة العرف الإحليلي فوق الأكيمة المنوية (باللاتينية verumontanum), يحيط بها في الوحشي فتحات الأقنية الدافقة.

## بنية
توصف القريبة غالباً بأنها «عمياء» ، والذي يعنِي أنّها قناة لا تؤدّي إلى أيّ بُنىً أُخْرى. [بحاجة لمصدر]

تشريح البروستات يعرض القريبة البروستاتية فتح في البروستاتا ومجرى البول.

كما يمكن أن تتوسع في بعض الأحيان.

## وظيفة
تعد القريبة البروستاتية مهمة في المقام الأول لأنها نديد لـ الرحم والمهبل ، وتوصف عادة بأنها مشتقة من قناة الكلوة الجنينية الموسطة , على الرغم من أن هذا من المختلف عليه أحيانا.

## وصلات خارجية
- صور تشريحية:44:05-0204 في مركز داونستيت الطبي التابع لجامعة نيويورك—«ذكر الحوض: غدة البروستاتا»
- درسٌ تشريحي حول pelvis مُعدٌ بواسطة ويسلي نورمان (جامعة جورجتاون). (malebladder)
- تشريح دارتموث figures/chapter_34/34-3.HTM